# ابوالقاسم فضل الحق
ابوالقاسم فضل الحق (بنگالی: আবুল কাশেম ফজলুল হক، اردو: ابو القاسم فضل الحق; ۲۶ اکتبر ۱۸۷۳ — 27 April 1962) معروف به شیر بنگال یک سیاستمدار مسلمان هند بریتانیا بود که نخست‌وزیر بنگال و وزیر پاکستان را در سابقهٔ خود دارد.